# YouBike

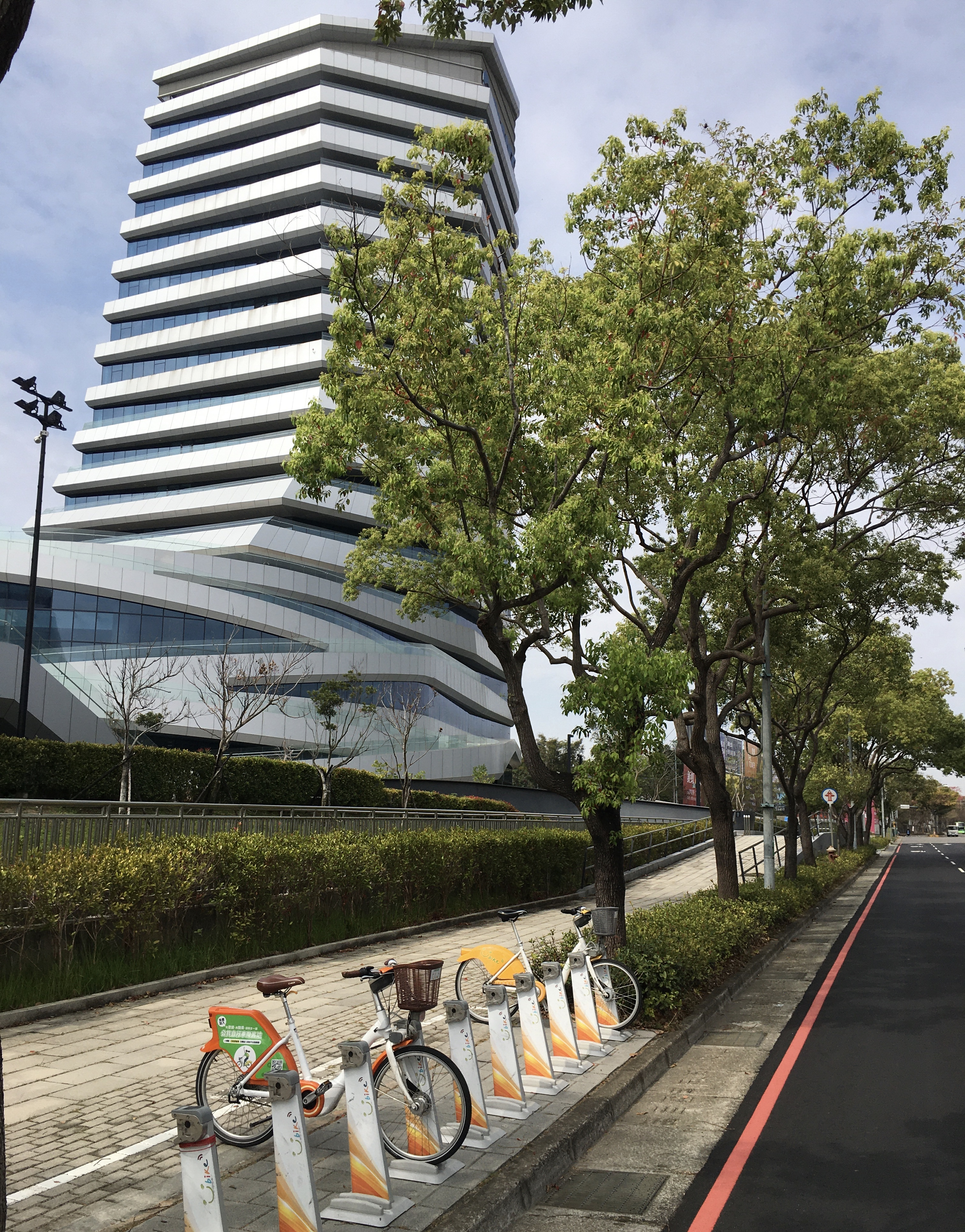
YouBike-2.0 Station vor der Giant Zentrale in Taichung, es ist ein YouBike-2.0 mit gelbem Schutzblech und ein YouBike-2.0E mit orangem Schutzblech verfügbar.

YouBike (früber Taipei Bike Sharing System) ist ein in mehreren Regionen Taiwans verfügbares Fahrradverleihsystem.

## Geschichte
Das Verleihsystem wurde von der Stadtverwaltung Taipehs im Rahmen eines Betreibermodells mit dem Fahrradhersteller Giant gegründet und war erstmals im Jahre 2009 in Taipehs zentralem Stadtbezirk Xinyi verfügbar. Es wurde danach entlang der Strecke der Metro Taipei erweitert. Die Räder hatten einen orangefarbenen Rahmen. Da das System initial kaum Zuspruch erhielt, wurden die Räder in den ersten 30 Minuten kostenlos zur Verfügung gestellt, um das System populärer zu machen. Erst im Jahr 2015 wurden die Räder erneut ab Nutzungsbeginn kostenpflichtig.
Im Jahre 2020 wurde eine neue, per Smartphone-App nutzbare Version, das YouBike 2.0, mit weißer Rahmenfarbe und gelbem Schutzblech in der Gegend der Nationaluniversität Taiwan eingeführt. Das Ausleihen der Räder war nun mittels Smartphone-App oder einer RFID-Karte möglich. Die Räder wurden in weiteren Regionen Taiwans zur Verfügung gestellt. Ab 2021 werden Räder und Stationen der ersten Generation zunehmend durch das Modell YouBike 2.0 ersetzt.

## Funktionsweise
Die Nutzung der YouBike 2.0-Räder kann über eine App oder eine RFID-Karte erfolgen. Für Besucher Taiwans ist für die Registrierung per App eine Kreditkarte erforderlich. Die Ausleihe an den festgelegten Stationen erfolgt über die App, Räder zeigen zur Freischaltung einen QR-Code und eine vierstellige Nummer an, die zur Freischaltung im App erfasst werden muss. Bei der Rückgabe muss ein Rad lediglich in einen Ständer der Station geschoben werden, wo das Rad wieder verriegelt wird.
Die aktuellen Standorte der Räder findet man in der App. Die Mieträder sind für Einwegfahrten geeignet, da das Mietrad an einer Station ausgeliehen und an einer anderen Station wieder abgegeben werden kann. Bei Einwegfahrten über Gebietsgrenzen hinaus wird jedoch eine Rückführungsgebühr fällig.
Die Ausleihgebühren werden halbstündlich abgerechnet, sind nach der Verleihdauer gestaffelt und werden mit zunehmender Verleihdauer immer teurer. Bei Verlust eines Rades wird der ungefähre Neupreis eines Rads von umgerechnet etwa 300 Euro abgerechnet.
Die Räder sind mit einer Dreigangnabenschaltung mit Freilauf von Shimano, Luftbereifung, dynamobetriebener Fahrradbeleuchtung, höhenverstellbarem Sattel, Schutzblechen, und einem Gepäckkorb ausgestattet. Neben den Rädern mit gelbem Schutzblech sind teils auch für eine höhere Ausleihgebühr Räder vom Type YouBike-2.0E mit orangefarbenem Schutzblech und Elektro-Unterstützung verfügbar.

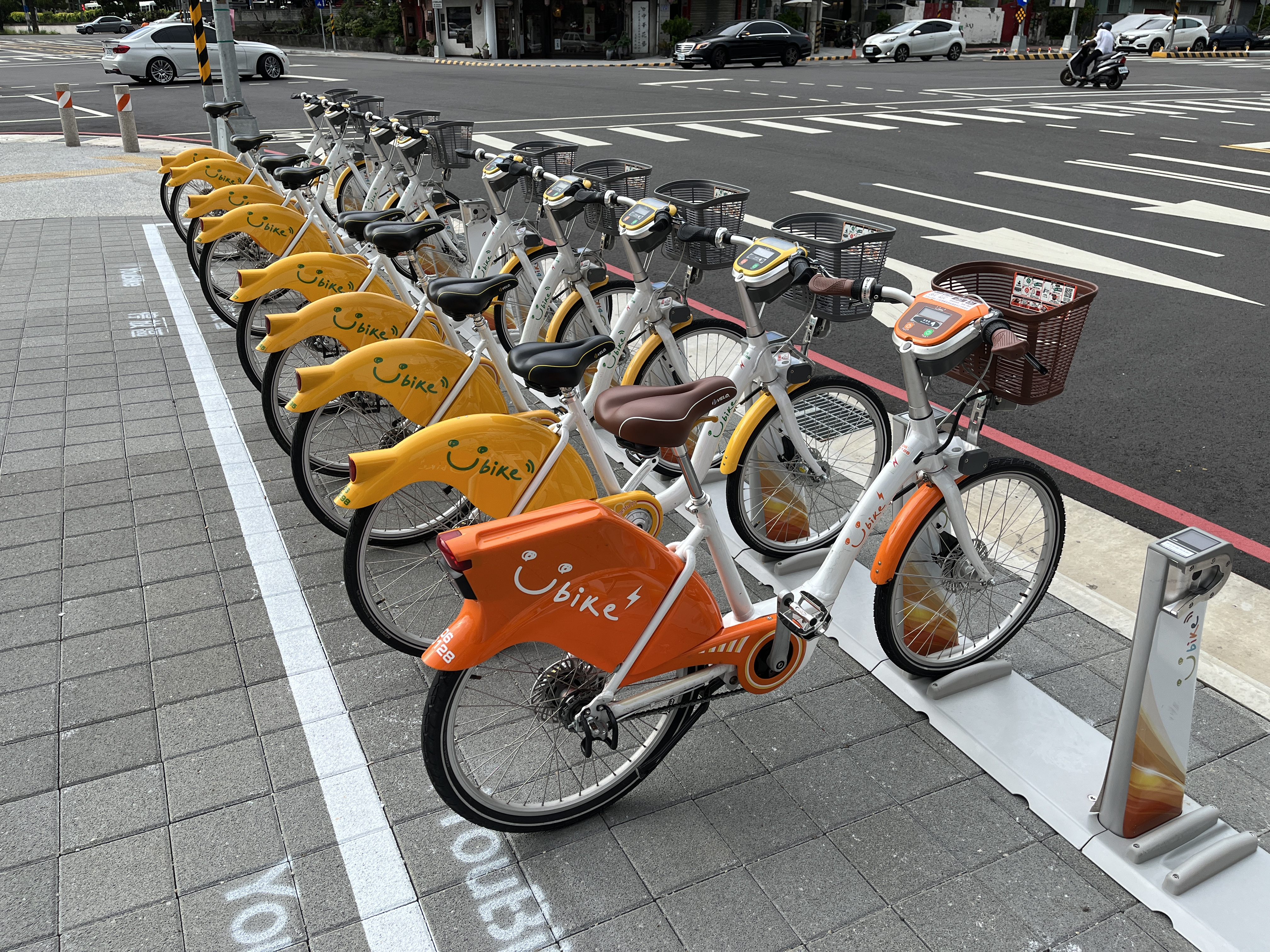
YouBike-2.0-Station in Taichung
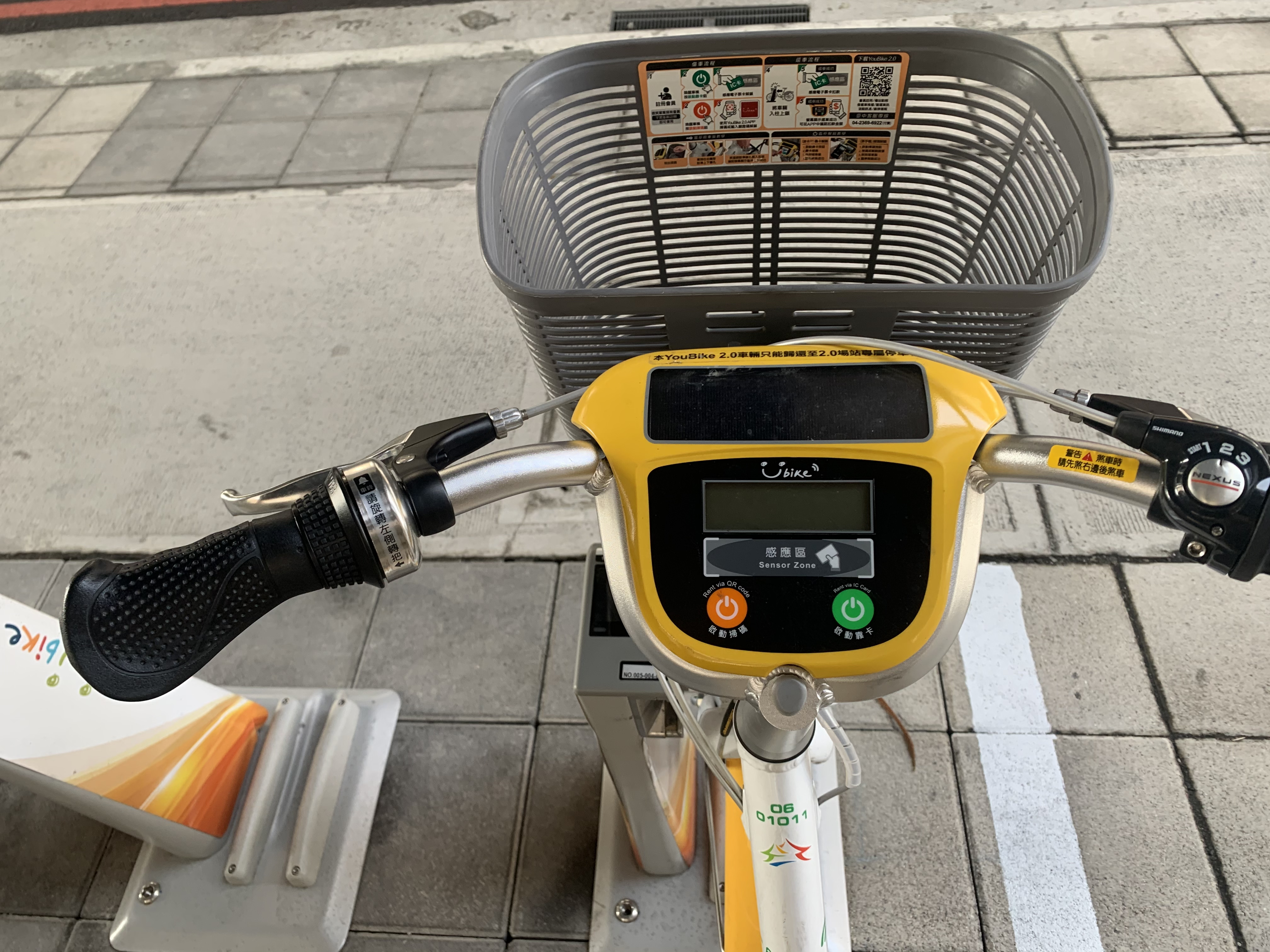
Front eines YouBike-2.0
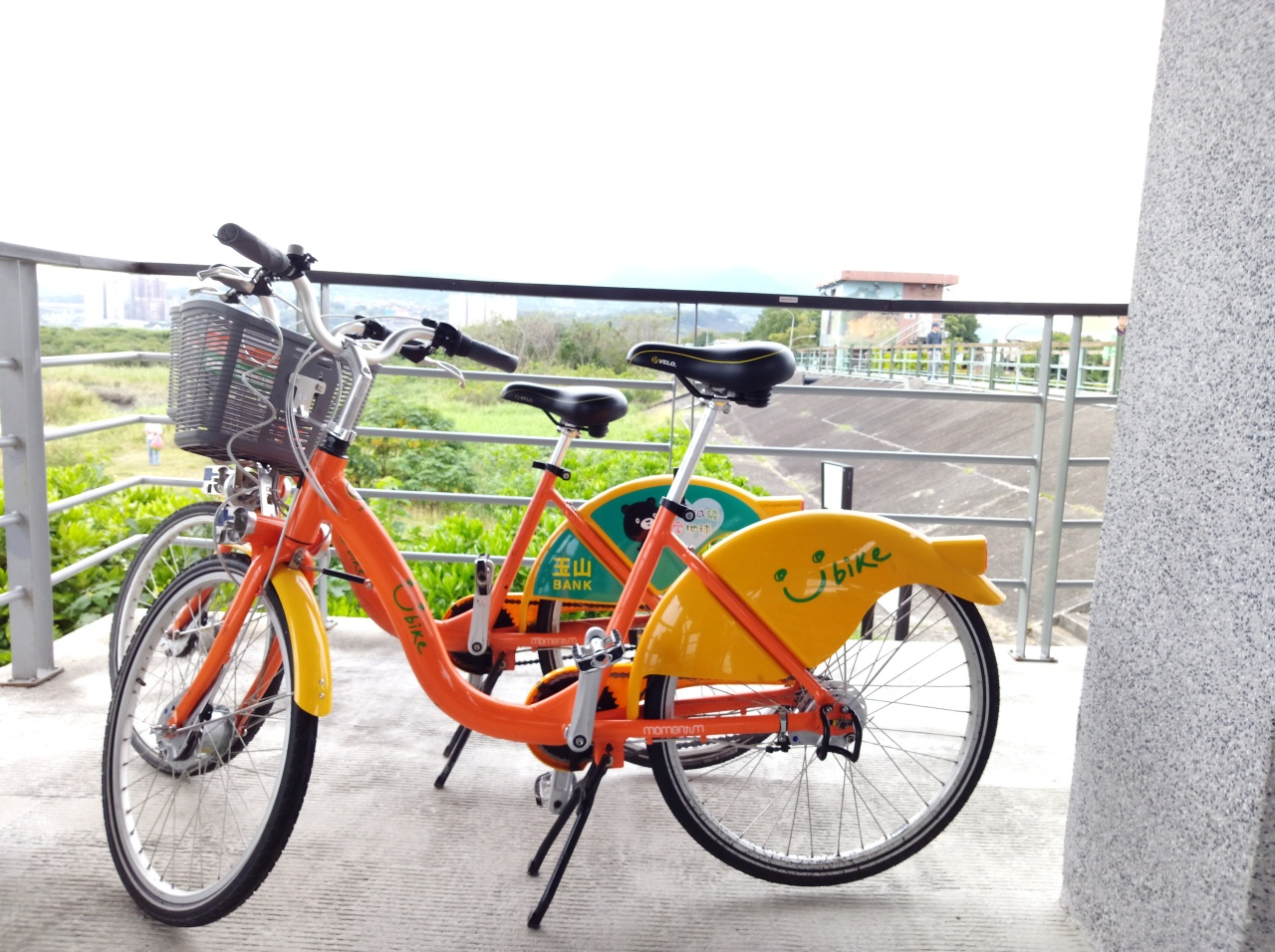
YouBike-1.0